# Mohammad Najibullah
Mohammad Najibullah (født 6. august 1947, død 27. september 1996) var den fjerde præsident i Afghanistan under Den demokratiske republik Afghanistan.

## Liv og karriere
Najibullah blev født i Kabul. Han uddannede sig indenfor medicin ved universitetet i Kabul og tog eksamen i 1975.
Han tilsluttede sig Parcham-fraktionen i det afghanske kommunistparti i 1965. Til trods for at han blev regnet som en intelligent mand, gik han under kaldenavnet Najib-e Gaw (oksen) af sine modstandere på grund hans fysiske ydre. Kommunistpartiet gennemførte et vellykket kup i 1978, men Khalq-fraktion fik overtaget og efter et kort ophold som ambassadør i Teheran blev Najibullah fjernet fra politiske hverv og rejste i eksil i Europa.
Han vendte tilbage til Kabul efter den sovjetiske invasion i 1979. I 1980 blev han udnævnt til leder af KHAD, den afghanske udgave af det russiske KGB. Det er hævdet at KHAD under Najibullah arresterede, torturerede og henrettede titusindvis af afghanere. Najibullah erstattede Babrak Karmal som præsident i 1986.
Efter at Sovjetunionen trak sig ud af Afghanistan i 1989, slog han et kup ned som blev ledet af hans forsvarsminister Shahnawaz Tanai i 1990, samtidigt dæmpede han på sin egen personlige politiske kontrol for at få mere støtte. Men i 1992 gik Najibullah med på at trække sig. Han prøvede at flygte fra Kabul, men hans afrejse blev forhindret af Abdul Rashid Dostum. Najibullah søgte asyl hos FN i Kabul. 
Najibullah blev i Kabul til september 1996 da Taliban erobrede Kabul. Efter Taliban arrestrede Najibullah kastrerede de ham, før de slæbte ham til døde efter en truck i Kabuls gader. Også broderen Shahpur Ahmadzai blev dræbt af Taliban på samme måde.